# Nicole Fontaine
Nicole Fontaine (n. 16 ianuarie 1942, Grainville-Ymauville, Haute-Normandie, Franța – d. 17 mai 2018, Neuilly-sur-Seine, Île-de-France, Franța) a fost o politiciană conservatoare franceză, membră a Parlamentului European în mai multe legislaturi. În perioada 1999-2002 a deținut funcția de președintă a Parlamentului European. 